# Fissidens splachnoides
Fissidens splachnoides är en bladmossart som beskrevs av Brotherus 1893. Fissidens splachnoides ingår i släktet fickmossor, och familjen Fissidentaceae. Inga underarter finns listade i Catalogue of Life.